# Веллсбург (Айова)
Веллсбург (англ. Wellsburg) — місто (англ. city) в США, в окрузі Гранді штату Айова. Населення — 720 осіб (2020).

## Географія
Веллсбург розташований за координатами 42°26′2″ пн. ш. 92°55′36″ зх. д. / 42.43389° пн. ш. 92.92667° зх. д. (42.433846, -92.926569).  За даними Бюро перепису населення США в 2010 році місто мало площу 2,83 км², уся площа — суходіл.

## Демографія
Згідно з переписом 2010 року, у місті мешкало 707 осіб у 333 домогосподарствах у складі 201 родини. Густота населення становила 250 осіб/км².  Було 367 помешкань (130/км²).
Расовий склад населення:
| - 98,4 % — білих - 0,3 % — азіатів |

До двох чи більше рас належало 0,7 %. Частка іспаномовних становила 2,1 % від усіх жителів.
За віковим діапазоном населення розподілялося таким чином: 20,8 % — особи молодші 18 років, 55,6 % — особи у віці 18—64 років, 23,6 % — особи у віці 65 років та старші. Медіана віку мешканця становила 45,3 року. На 100 осіб жіночої статі у місті припадало 102,0 чоловіків;  на 100 жінок у віці від 18 років та старших — 93,1 чоловіків також старших 18 років.
Середній дохід на одне домашнє господарство  становив 65 104 долари США (медіана — 47 019), а середній дохід на одну сім'ю — 70 820 доларів (медіана — 61 250). Медіана доходів становила 50 833 долари для чоловіків та 35 972 долари для жінок. За межею бідності перебувало 9,1 % осіб, у тому числі 12,3 % дітей у віці до 18 років та 8,3 % осіб у віці 65 років та старших.
Цивільне працевлаштоване населення становило 433 особи. Основні галузі зайнятості: освіта, охорона здоров'я та соціальна допомога — 24,9 %, роздрібна торгівля — 17,1 %, виробництво — 11,1 %, будівництво — 7,2 %.